# الهجوم على الكلية الحربية بحمص
الهجوم على الكلية الحربية بحمص هو هجوم وقع ظهر الخميس 5 تشرين الأول/ أكتوبر 2023 م، استهدفَ حفل تخرج ضباط في الكلية الحربية في مدينة حمص السورية، ونُفّذ عبر طائرات مُسيّرة. كان الحفل يضم عدة شخصيات رسمية هامة بينها وزير الدفاع السوري إضافة إلى عشرات الضباط الخريجين وعائلاتهم وذويهم وباقي المشاركين في الحفل.
تضاربت المصادر حول العدد الدقيق للضحايا وهويّاتهم، حيثُ تسبَّب الهجوم بحسبِ المرصد السوري لحقوق الإنسان في وقوعِ 100 قتيلٍ على الأقل أكثر من نصفهم من الضباط الخريجين والعسكريين إضافةً إلى 14 مدنيًا على الأقل، فيما قدَّمت الوكالة العربية السورية للأنباء (سانا) الحكومية حصيلة أقلَ حيث قالت إنّ عدد القتلى جراء الهجوم بلغَ 89 شخصًا معظمهم من العائلات المرافقة للخريجين ومن المدنيين، لم تُعلن أيّ جهةٍ مسؤوليتها عن الهجوم فيما اتهمَت الحكومة السورية من وصفها بـ «التنظيمات الإرهابية المسلحة» لكنّها لم يُسمِّها تحديدًا.

## الهجوم
بعد انتهاء مراسم الاحتفال والعرض العسكري تجمع الخريجون والعائلات بما فيهم من أطفال وكبار السن والضباط القدامى في ساحة العرض للاحتفال والتقاط الصور التذكارية خلال هذه اللحظة تفاجأ الموجودون بتحليق طائرة مسيرة (درون) تلقي ذخائر متفجرة على ساحة الحفل، ما أدى إلى مقتل 89 شخصاً معظمهم من العائلات المرافقة ومن بينهم 31 من النساء و5 أطفال، وبلغ عدد الإصابات 277.

## ما بعد الكارثة
اتهمت الحكومة السورية فصائل المعارضة في إدلب، فيما لم تتبنى أي من فصائل المعارضة الهجوم ولم تقم بإدانته بنفس الوقت.
قامت مدفعية الجيش السوري باليوم التالي بقصف مقارّ للحزب الإسلامي التركستاني في محيط مدينة جسر الشغور حسب ادعائها.[بحاجة لمصدر أفضل]
شن الجيش السوري قصفًا صاروخيًا ومدفعيًا على المناطق التي تسيطر عليها المعارضة في محافظة إدلب، مستخدمًا أيضا أسلحة عنقودية وفوسفورية محرمة دوليًا، مع استهداف مباشر للأحياء السكنية في مدينة إدلب، وبحسب الخوذ البيضاء، بلغ عدد القتلى 32 مدنيًا، والجرحى 167 آخرين (من 4 أكتوبر حتى الساعة 3:00 من يوم 7 أكتوبر 2023).[بحاجة لمصدر أفضل]
في 7 أكتوبر 2023، ردت غرفة عمليات الفتح المبين بقصف مواقع للقوات الحكومية.

## ردود الفعل

### المحلية
أعلنت الحكومة السورية الحداد لمدة 3 أيام ابتداءً من يوم 6 تشرين الأول /أكتوبر في عموم البلاد حزناً على ضحايا الهجوم، وعلقت كافة الأنشطة الرياضية والفعاليات والأفراح والاحتفالات المختلفة، كما أعلن عن تنكيس الأعلام في عموم البلاد والسفارات السورية في الخارج.
وقامت كل من روسيا والإمارات وفنزويلا ومصر وسلطنة عمان وإيران وبيلاروسيا وتونس والأردن والجزائر والجامعة العربية بإدانة الهجوم الذي وصف بالعمل الإرهابي والتصعيد لاسيما بعد سنوات من الهدوء في جبهات الحرب الأهلية السورية.
كما أدانت عدة أحزاب وجمعيات مختلفة الهجوم (مثل الاتحاد الوطني لطلبة سوريا والحزب الشيوعي الموحد والمؤتمر العام للأحزاب العربية والمركز العربي الأوروبي للسياسات والجبهة الوطنية لتحرير فلسطين والجهاد الإسلامي واتحاد الطلاب في كوبا)
وفي المقابل، أصدر كل من الدفاع المدني السوري (الخوذ البيضاء) وإدارة الشؤون السياسة في حكومة الإنقاذ السورية والمجلس الإسلامي السوري بيانات حول التصعيد الحاصل من قبل "النظام". كما أعلنت مديرية صحة إدلب الاستعداد والتجهيز لإعلان العمل وفق خطة الطوارئ في المناطق التي تتعرض للقصف. وتم تعليق الدوام في الجهات العامة والمدارس والجامعات، كما شهدت المناطق المستهدفة حركات نزوح نحو المناطق الأكثر أمانًا.

### العربية
- الإمارات العربية المتحدة: أكدت وزارة الخارجية الإماراتية في بيان عن استنكارها الشديد لهذه الأعمال الإجرامية، ورفضها الدائم لجميع أشكال العنف والإرهاب.[41]
- مصر: أدانت مصر  الهجوم بأشد العبارات في بيان صادر عن وزارة خارجيتها وتقدمت بصادق تعازيها ومواساتها إلى حكومة وشعب دولة السورية الشقيقة، وأسر الضحايا، داعية الله أن يتغمدهم برحمته، معربةً عن تمنياتها بالشفاء العاجل للمصابين.[42]

### الدولية
- فنزويلا: وزارة الخارجية الفنزويلية جاء في بيان لها إن الحكومة الفنزويلية تعرب عن تعازيها لأسر الشهداء، متمنية بأن يعم السلام المطلق ربوع سورية سريعاً، معلنة  رفضها للاعتداءات التي تتسبب بالحزن للشعب السوري وتترك تأثيرها على العديد من العائلات السورية.[43]
- الأمم المتحدة: أعرب المتحدث باسم الأمين العام للأمم المتحدة ستيفان دوجاريك في إيجاز صحافي عن أن الأمين العام الأمم المتحدة يشعر بقلق بالغ إزاء الهجوم على الكلية العسكرية مبدياً في الوقت ذاته قلقه من القصف القوات الحكومية  على مواقع عدة في شمال غربي سوريا.[44]

## الملاحظات
1. ↑  أكّد المرصد السوري لحقوق الإنسان ووسائل إعلام أخرى محسوبة على المعارَضة وأخرى مستقلّة أنّ عدد القتلى تجاوزَ الـ 120 قتيلًا، فيما قالت الوكالة العربية السورية للأنباء (سانا) إنّ عدد التقلى بلغَ 89 قتيلًا فقط.[1]